# Георг Хакль
Ґеорґ Хакль (німецька вимова: [ˈhakl̩ ʃɔʁʃ] ⓘ ; народився 9 вересня 1966), часто званий Хакль Шорш, німецький саночник військовий у званні штабс-сержанта. Його найбільші спортивні успіхи включають три золоті олімпійські та дві срібні медалі в одномісних гонках, які він виграв у шести послідовних змаганнях з 1988 по 2006 рік. Після цього Хакль роками був технічним тренером німецьких саночників. З 1-го З травня 2022 року Хакль працюватиме тренером з техніки водіння та катання на санчатах для Австрійської асоціації санного спорту.
Його люблять називати Хакль-Шорш (нім. «Hackl-Schorsc») або Швидкісна Біла ковбаса (нім. «Speeding Weißwurst»), це відсилання до того, як він виглядає у своєму білому комбінезоні, коли спускається з санок на великій швидкості, що нагадує знамените німецьке блюдо.

## Життєпис та спортивна кар'єра

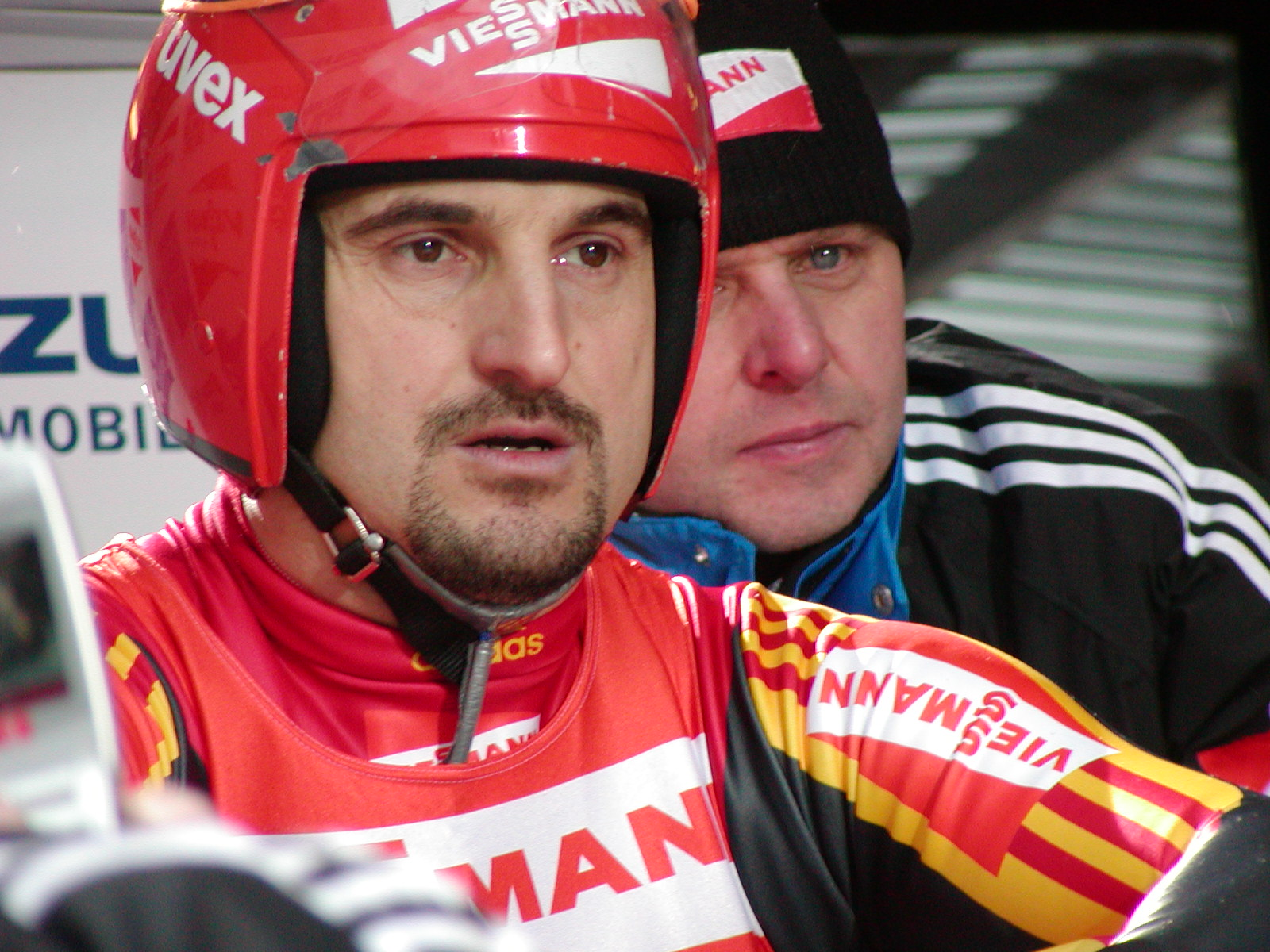
Георг Хакль в Оберхофі, Німеччина в 2005 році

Хакль народився в Берхтесгадені, Баварія.
Хакль відвідував школі Христофора міста Берхтесгадена. Він почав займатися санним спортом зі школи, де також став чемпіоном Німеччини серед студентів. Після школи успішно закінчив навчання на слюсаря. Потім він став спортивним солдатом у групі спортивної підтримки Бундесверу. Він став професійним військовим у 1992 році.
Під час навчання в школі він займався санним спортом на уроках фізкультури, навчаючись ковзати на трасі Кьоніґзеє.

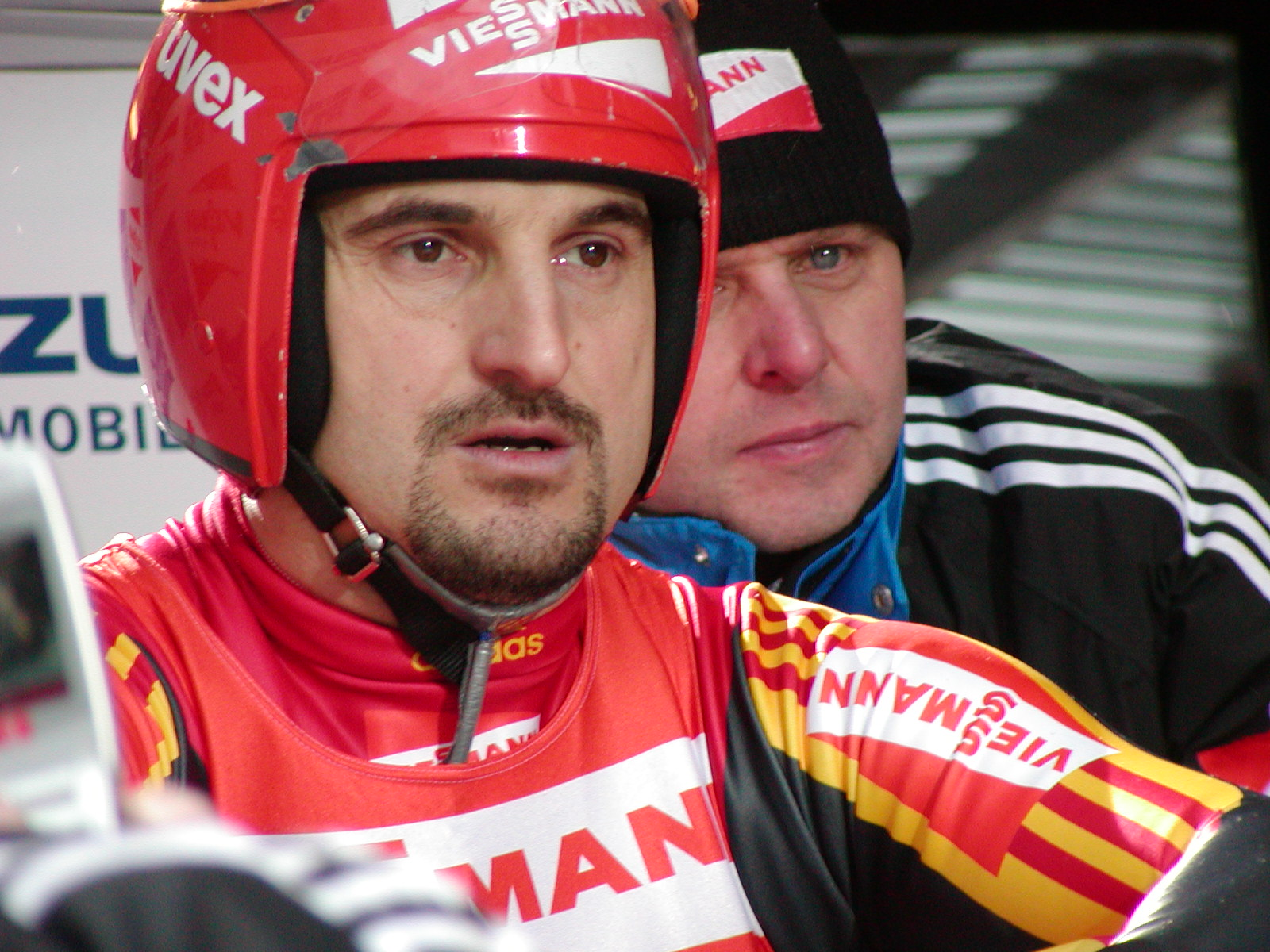
Георг Хакль на старті Кубка світу 2005 року з санного спорту в Оберхофі

Хакль був відомий своїм суперництвом з Маркусом Проком, причому Прок домінував на змаганнях Кубка світу, тоді як Хакль постійно досягав успіху на Зимових Олімпійських іграх. Хоча Хакль не був настільки спортсменом від природи, як Прок, він був відзначений як надзвичайно вправний у налаштуванні своїх саней відповідно до конкретних умов льоду в певний день. Крім того, його тренер і колишній санкар Томас Шваб підкреслив розумову силу Хакля як ключ до його успіху.
Хакль став одним із найуспішніших санкарів у світі, який здобув перемоги на всіх відомих санних трасах і понад 18 Протягом багатьох років він завжди був на вершині санного спорту. Він був відомий як винахідник, який кожну вільну хвилину присвячував оптимізації своїх саней.
Хакль починав у парному розряді спільно зі Штефаном Ільсанкером у другій половині 1980-х до 1990 року, і вони чотири рази ставали чемпіонами Німеччини. Дует також виграв три Кубка світу, срібну медаль на чемпіонаті світу 1987 року та двічі зміг посісти друге та третє місце в загальному заліку Кубка світу.
Однак його кар'єра в одномісному спортзалі була більш успішною, почавшись у 1987 році з перемоги на чемпіонаті Німеччини, який він вигравав 16 разів за ці роки. Наступного року він зміг виграти чемпіонат Європи, а також виграв срібну медаль на зимових Олімпійських іграх у Калгарі позаду Єнса Мюллера (НДР).
Свою першу медаль у санному спорті на Зимових Олімпійських іграх він здобув у 1988 році в Калгарі, коли посів друге місце в одиночних змаганнях і четверте місце в парних змаганнях. Чотири роки потому він покращив свої результати, щоб виграти золото, повторивши це досягнення в 1994 і 1998 роках.
У 1989 році він вперше став чемпіоном світу і виграв загальний залік Кубка світу. Він перевершив цей успіх наступного року, коли виграв Чемпіонат світу, Кубок світу, а також Чемпіонат Європи.
На Зимових Олімпійських іграх 1992 року в Альбервілі Хакль вперше виграв золоту медаль. Наступного року він зайняв друге місце на чемпіонаті світу та виграв командне золото Кубка світу у складі збірної Німеччини, що він зміг повторити в 1995 році, знову вигравши золото в особистому заліку на зимових Олімпійських іграх 1994 року в Ліллегаммері.
Після ще одного другого місця на Чемпіонаті світу в 1996 році він знову став чемпіоном світу в 1997 році, лише через сто днів після операції на диску.
У 1998 році він виграв золото, показавши найшвидший час у всіх чотирьох заїздах, став першим в історії Олімпійських ігор в чоловічому одиночному розряді, якому це вдалося (це вдалося українці Вірі Зозулі зі збірної Радянського Союзу в жіночих одиночних змаганнях на зимових Олімпійських іграх 1980 року в Лейк-Плесід, Нью-Йорк). Того року він був названий німецьким спортсменом року.
Після падіння в змагальній гонці Хаклю довелося змиритися з поразкою на Чемпіонаті світу на своїй домашній трасі в Кенігзеє в 1999 році. Після командного золота чемпіонату світу та Європи в 2000 році він знову посів друге місце в 2001 році і знову виграв командне золото.
Хакль знову виграв срібну медаль на Іграх 2002 року,
На Олімпійських іграх 2002 року в Солт-Лейк-Сіті він виграв срібло, поступившись одному зі своїх найбільших конкурентів, італійцю Арміну Зьоґгелеру, і завоював свою п'яту олімпійську медаль, таким чином ставши першим зимовим олімпійцем, який вигравав медалі на п'яти зимових Олімпійських іграх поспіль. На церемонії закриття він був прапороносцем Штефаном Ільсанкером збірної  команди Німеччини. У тому ж році він був нагороджений Баварською спортивною премією в категорії «Посол баварського спорту».
У 2003 році Хакль посів лише 16 місце в особистому рейтингу на чемпіонаті світу, але потім знову виграв золото з командою. У 2004 і 2005 роках він знову вигравав друге місце в чемпіонаті світу в особистому заліку, що знову супроводжувалося золотом командного чемпіонату світу в 2005 році.
Кінець його кар'єри став очевидним, коли йому довелося зробити ще одну операцію на міжхребцевому диску в 2005 році. У січні 2006 року він переніс важкий вірусний грип у віці 4 років кг втрати ваги та п'ятиденне перебування в лікарні під час підготовки до Олімпіади.
Запалення нерва в його лівій руці призвело до поганого стартового часу на зимових Іграх 2006 року в Турині та позбавило його надії виграти бронзу. Хакль фінішував 7-м у своїй останній індивідуальній гонці. рангу і залишився без медалі на останніх змаганнях у спортивній кар'єрі. Через рік після відставки він отримав Срібний лавровий лист, найвищу німецьку спортивну нагороду.
Хакль загалом виграв 22 медалі на Чемпіонаті світу з санного спорту ФМС, у тому числі десять золотих (чоловіки-одиночні: Чемпіонаті світу МФСС з санного спорту 1989, 1990, 1991; змішана команда: Чемпіонат світу МФСС з санного спорту 1991, 1993, 1995, 2000, 2001, 2003, 2005), десять срібних (Чоловіки, одиночний розряд: 1991, 1993, 1995, 1996, 2001, 2004, 2005; чоловічий парний розряд: 1987, змішана команда: 1996, 1997) і дві бронзи (чоловіки, одиночний розряд: 2000, змішана команда: Чемпіонат світу з санного спорту 1999).
На Чемпіонаті Європи МФСС з санного спорту Хакль завоював дванадцять медалей. Це включало сім золотих нагород (чоловіки в одиночному розряді: 1988, 1990; змішана команда: 1988, 1992, 1996, 2000, 2002), чотири срібла (чоловіки в одиночному розряді: 1994, 2000; змішана команда: 1990, 1994) і одну бронзу (Чоловіки, одиночний розряд: 1992).
Він двічі вигравав загальний титул Кубка світу з санного спорту в чоловічих одиночних гонках (1988—1989, 1989–90), а також двічі мав найкраще друге місце в чоловічих парних гонках (1986–7, 1987—1988).
Хакль також є дев'ятиразовим|чемпіоном світу з перегонів на воках.
Незважаючи на численні перемоги, він лише двічі вигравав загальний залік Кубка світу. Водночас, його традиційний суперник Маркус Прок, протягом багатьох років менший успішний на олімпіадах, десять разів перемагав у загальному заліку.

## Досягнення

### Загальний залік Кубка світу

#### Одномісний
| сезон     | Місце | Очки  |
| --------- | ----- | ----- |
| 1987/88   | 0 ?   | 0 ?   |
| 1988/89   | 0 1.  | 0 ?   |
| 1989/90   | 0 1.  | 0 ?   |
| 1990/91   | 0 2.  | 0 ?   |
| 1991/92   | 0 3.  | 0 ?   |
| 1992/93   | 0 3.  | 0 ?   |
| 1993/94   | 0 3.  | 0 140 |
| 1994/95   | 0 7.  | 0 217 |
| 1995/96   | 0 3.  | 0 ?   |
| 1996/97   | 0 11. | 0 ?   |
| 1997/98   | 0 4.  | 0 ?   |
| 1998/99   | 0 2.  | 0 511 |
| 1999/2000 | 0 2.  | 0 585 |
| 2000/01   | 0 2.  | 0 500 |
| 2001/02   | 0 3.  | 0 439 |
| 2002/03   | 0 2.  | 0 590 |
| 2003/04   | 0 2.  | 0 560 |
| 2004/05   | 0 2.  | 0 501 |
| 2005/06   | 0 12. | 0 256 |

#### Двомісний автомобіль (зі Стефаном Ільсанкером)
| сезон    | Місце | Очки |
| -------- | ----- | ---- |
| 1985/86  | 0 3.  | 0 ?  |
| 1986/87  | 0 2.  | 0 ?  |
| 1987/88  | 0 2.  | 0 ?  |
| 1988/89  | 0 4.  | 0 ?  |
| 1989/90  | 0 3.  | 0 ?  |
| Джерело: |       |      |

### Перемоги на Кубку світу
| немає | Дата              | Розташування | поїзд                                                 |
| ----- | ----------------- | ------------ | ----------------------------------------------------- |
| 1.    | 17 січня 1988     | Німеччина    | Бобслейна траса Вінтерберг                            |
| 2.    | 8 січня 1989      | Шаблон:НДР   | Санкова траса Оберхоф                                 |
| 3.    | 15 січня 1989     | Німеччина    | Ковзанка зі штучним льодом Königssee                  |
| 4.    | 22 січня 1989     | Швеція       | Бобслейна траса Хаммарстранд                          |
| 5.    | 20 лютого 1989    | Канада       | Бобслейна/санна траса WinSport Калгарі                |
| 6.    | 17.12.1989        | Австрія      | Olympia Eiskanal Igls                                 |
| 7.    | 23 грудня 1989    | СРСР         | Сігулдська санно-бобслейна траса                      |
| 8.    | 21 січня 1990     | Югославія    | Олімпійська бобслейно-санна траса Требевич у Сараєво  |
| 9.    | 28 січня 1990     | Німеччина    | Ковзанка зі штучним льодом Königssee                  |
| 10.   | 11 лютого 1990    | Німеччина    | Бобслейна траса Вінтерберг                            |
| 11.   | 8 грудня 1990     | Німеччина    | Ковзанка зі штучним льодом Königssee                  |
| 12.   | 20 січня 1991     | Німеччина    | Бобслейна траса Вінтерберг                            |
| 13.   | 9 лютого 1991     | Швейцарія    | Olympia Bob Run St. Moritz–Celerina                   |
| 14.   | 31 січня 1993     | Німеччина    | Бобслейна траса Вінтерберг                            |
| 15.   | 28 лютого 1993    | США          | Олімпійська бобслейна траса Маунт Ван Ховенберг       |
| 16.   | 29 січня 1995     | Швейцарія    | Olympia Bob Run St. Moritz–Celerina                   |
| 17.   | 2 лютого 1997     | Німеччина    | Бобслейна траса Вінтерберг                            |
| 18.   | 22 листопада 1998 | Австрія      | Штучна ковзанка Igls Bob-Rodel                        |
| 19.   | 20 грудня 1998    | Німеччина    | Бобслейна траса Вінтерберг                            |
| 20.   | 14 лютого 1999    | Японія       | Спіраль                                               |
| 21.   | 13 лютого 2000    | Німеччина    | Санна траса Обергоф                                   |
| 22.   | 18 лютого 2001    | США          | Олімпійська бобслейна траса Маунт Ван Ховенберг       |
| 23.   | 10.11.2001        | Канада       | Бобслейна/санна траса WinSport у Калгарі              |
| 24.   | 9 грудня 2001     | Німеччина    | Ковзанка зі штучним льодом Königssee                  |
| 25-й  | 13 грудня 2001    | Австрія      | Штучна ковзанка Igls Bob-Rodel                        |
| 26.   | 27 лютого 2002    | Німеччина    | Бобслейна траса Вінтерберг                            |
| 27-й  | 24.11.2002        | США          | Парк-Сіті, Доріжка Олімпійського парку Юти            |
| 28.   | 19 січня 2003     | Норвегія     | Олімпійський бобслей і бобслейна гонка в Ліллегаммері |
| 29-й  | 26.01.2003        | Австрія      | Штучна ковзанка «Igls Bob-Rodel»                      |
| 30.   | 9 лютого 2003     | Німеччина    | Бобслейна траса Вінтерберг                            |
| 31.   | 18 січня 2004     | Німеччина    | Бобслейна траса Вінтерберг                            |
| 32.   | 25.01.2004        | Австрія      | Штучна ковзанка Igls Bob-Rodel                        |
| 33.   | 16 січня 2005     | Австрія      | Штучна ковзанка Igls Bob-Rodel                        |

| немає | Дата           | Розташування | поїзд                                                |
| ----- | -------------- | ------------ | ---------------------------------------------------- |
| 1.    | 11 січня 1986  | Німеччина    | Ковзанка зі штучним льодом Königssee                 |
| 2.    | 13 грудня 1986 | Югославія    | Олімпійська бобслейно-санна траса Требевич у Сараєво |
| 3.    | 7 лютого 1987  | Німеччина    | Ковзанка зі штучним льодом Königssee                 |

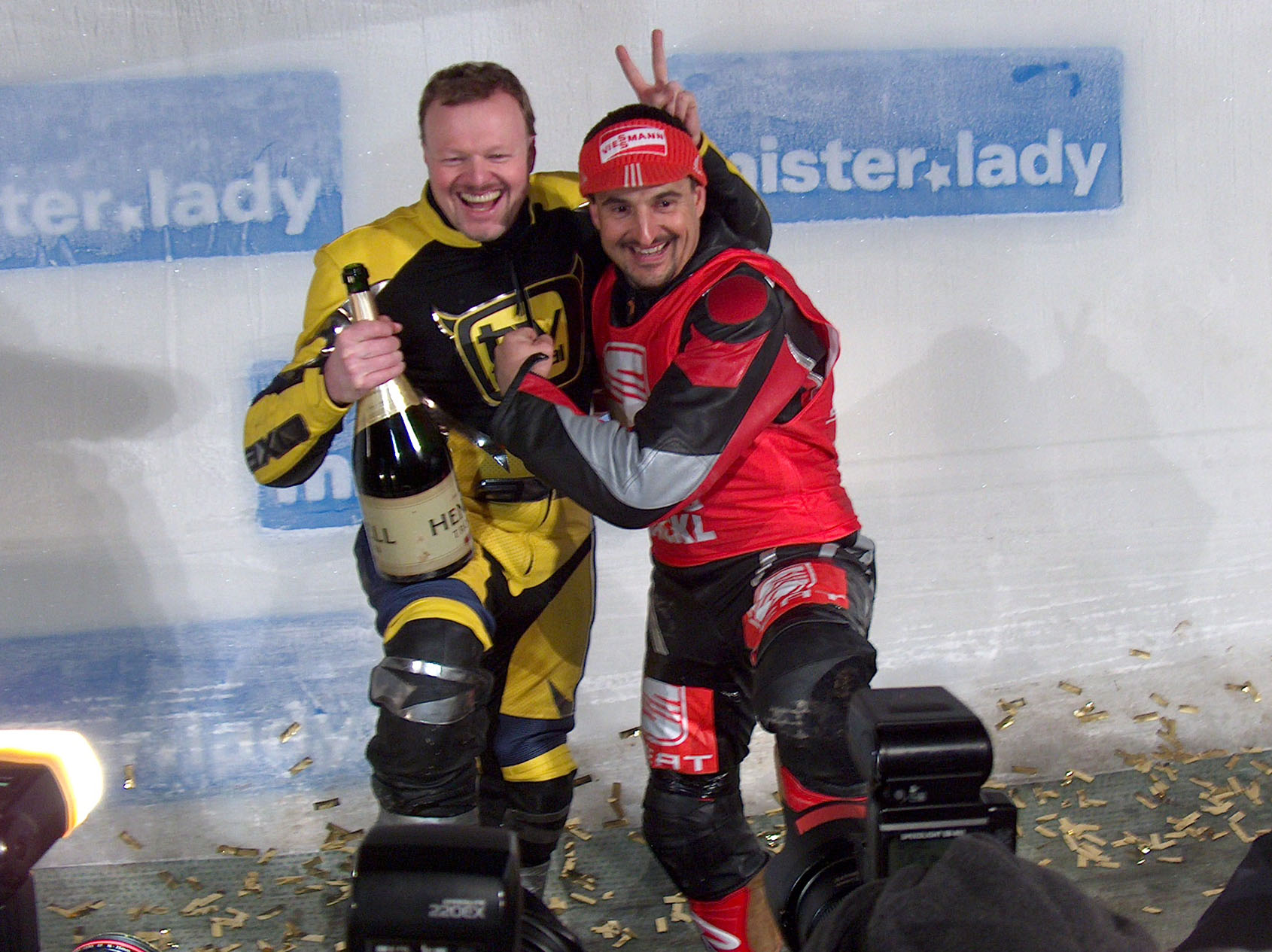
Hackl зі Штефаном Раабом на Кубку світу з воку 2008

Hackl наразі взяв участь у дванадцяти чемпіонатах світу з розважального спорту водіння вок Funsportart Wok-Fahren. В індивідуальному вок він дев'ять разів ставав чемпіоном світу (2004, 2005, 2007—2013) і тричі віце-чемпіоном (2006, 2014 і 2015), а в четвірці він один раз посів друге місце (2006).
З цими результатами Hackl є, безумовно, найуспішнішим водієм воку. Тому іноді його жартома називають «Вокль-Шорш».

## Після завершення кар'єри у великому спорті

### Військова кар'єра
Під час своєї діяльності Хакль був спортивним солдатом у групі сприяння спорту Бундесверу Sportfördergruppe der Bundeswehr в Бішофсвізені, останнім часом у званні штабного сержанта.

### Тренерська діяльність
Після завершення активної спортивної кар'єри Хакль пройшов трирічний курс навчання, щоб стати кваліфікованим тренером у Кельнській тренерській академії «Trainerakademie Köln», який він закінчив у квітні 2009 року як найкращий у своєму році з оцінкою 1,1.
Хакль зайнявся тренерською діяльністю після зимових Олімпійських ігор 2006 року. Він відповідає за групу німецьких саночників на прізвисько «Sunshine Training Group» разом із Патріком Ляйтнером, а Хакль відповідає за їхні сані. До групи входять Фелікс Лох, Наталі Гайзенберґер, Тобіас Вендль та Тобіас Арльт, які разом завоювали золоті медалі в санному спорті на зимових Олімпійських іграх 2014 року".
Після кількох років роботи технічним тренером в Асоціації бобслею та санного спорту Німеччини з 1 травня 2022 року він є частиною команди тренерів Австрійської асоціації санного спорту.

### Кар'єра спортивного функціонера
На виборах до Міжнародного олімпійського комітету (МОК), які відбулися під час зимових Олімпійських ігор 2006 року в Турині, Хакль був одним із 15 спортсменів, які подали заявку на два вакантних місця в комісії спортсменів МОК, щоб стати членом МОК на вісім років. бути. Тоді Хакль був би третім німцем у МОК разом із віце-президентом МОК Томасом Бахом і почесним президентом NOK Вальтером Трегером Walther Tröger, але посів лише п'яте місце на виборах учасників Олімпійських ігор у Турині. Представники спортсменів були призначені 23 числа. У лютому 2006 року канадська лижна спортсменка Австрійської асоціації санного спорту і фінський хокеїст Саку Койву були обрані.

### Місцева політика та економіка
У 2002 році на виборах до окружної ради в окрузі Берхтесгаденер Ланд Хакль балотувався від ХСС. Він отримав друге місце за кількістю голосів і був обраний районним радником. Його затвердили на посаді на місцевих виборах у 2008 році та знову у 2014 році.
Георг Хакль прагне до розширення використання відновлюваних джерел енергії. Він був активним захисником біогазової галузі з 2014 року та працював у Fachverband Biogas e. В. і a. Взяв участь у створенні багатьох відео на YouTube.
Ґеорґ Хакль активно працює як дизайнер традиційних костюмів із 2012 року та публікує свої моделі під назвою «Schorsch Hackl».
Для ініціативної групи «Діти в біді» e.<span typeof="mw:Entity">&nbsp;</span>V. ініціативної групи «Діти в біді» Neustadt (Wied), Хакль був міжнародним послом з 1990-х років. З квітня 2004 року він також є патроном Фонду боротьби з ожирінням серед неповнолітніх, що базується в Бішофсвізені.

## Вшанування
2013 року Хакля було включено до Зали слави Міжнародної федерації санного спорту.

## Особисте життя
У 1999 році Хакль одружився на своїй давній дівчині Маргіт (уроджена Дацман).
Наразі Георг Хакль розлучений і живе зі своїм партнером у Бішофсвізені.